# تأثير عدائي لوسائل الإعلام
التأثير العدائي لوسائل الإعلام، يُنظر إليه في الأصل على أنه الظاهرة العدائية لوسائل الإعلام وفي بعض الأحيان يطلق عليه مصطلح الإدراك الحسي للإعلام العدائي، عبارة عن نظرية إدراكية للاتصال الجماهيري، والتي تشير إلى نتيجة مفادها أن الأشخاص الذين لديهم تحيزات قوية تجاه قضية ما (الأنصار) يرون التغطية الإعلامية بأنها متحيزة ضد آرائهم، بغض النظر عن الواقع الكائن. ويرى مؤيدو نظرية التأثير العدائي لوسائل الإعلام أن هذه النتيجة لا يمكن عزوها إلى وجود التحيز جليًا في التقارير الإخبارية، نظرًا لأن المؤيدين من الاتجاهات المعارضة لإحدى القضايا يرون نفس التغطية ولكن بطريقة مختلفة. ويكشف التأثير العدائي لوسائل الإعلام عن أفكار الجمهور الإعلامي النشط، في محاولة لإثبات أن الجماهير لا تتلقى المحتوى الإعلامي بسلبية، بل تفسر تلك المحتويات بصورة انتقائية في ضوء قيمها واتجاهاتها الخاصة بها. وعلى الرغم من أن المقاصد الأفضل للصحفيين تتمثل في عرض التقارير الإخبارية بطريقة عادلة وموضوعية، إلا أن المنحازين سيكونون متحفزين لرؤية المحتوى المح·ايد وكأنه يخفي تحيزًا عدائيًا. وقد كان أول من اقترح هذه الظاهرة وعكف على دراستها بطريقة تجريبية روبرت فالون ولي روس ومارك ليبير.

## الدراسات
في عام 1982، تم إجراء الدراسة الرئيسية الأولى من نوعها عن هذه الظاهرة؛ وفي إطار هذه الدراسة، تم عرض نفس الأشرطة الفيلمية الإخبارية على طلاب مؤيدين للفلسطينيين وآخرين موالين لإسرائيل من جامعة ستانفورد تتعلق بمذبحة صبرا وشتيلا التي تعرض لها اللاجئون الفلسطينيون، والذين لقوا حتفهم على أيدي مقاتلي الميليشيات اللبنانيين المسيحيين في بيروت أثناء الحرب الأهلية اللبنانية. وطبقًا لعدد من المقاييس الموضوعية، وجد كلا الجانبين أنه تم تشويه المقاطع الإخبارية المتطابقة هذه بحيث تخدم الجانب الآخر. فقد ذكر الطلاب الموالون لإسرائيل عن مشاهدة المزيد من الإشارات المعادية لإسرائيل والقليل من الإشارات الموالية لها في التقارير الإخبارية، في حين ذكر الطلاب الفلسطينيون الموالون لفلسطين مشاهدة المزيد من الإشارات المعادية لفلسطين وهكذا. وذكر كلا الجانبين أن المراقب المحايد سيتبنى وجهة نظر أكثر سلبية لجانبهم عند مشاهدة المقاطع، وأن وسائل الإعلام ستلتمس العذر للجانب الآخر، وفي نفس الوقت ستلقي باللوم على جانبهم.
وقد كشفت دراسات لاحقة عن وجود تأثيرات عدائية للإعلام تتعلق بالصراعات السياسية، كالصراع الحادث في جمهورية البوسنة. وفي الانتخابات الرئاسية الأمريكية., فضلًا عن المناطق الأخرى، كالتغطية الإعلامية في قضايا مثل قانون الأمن الوطني الكوري الجنوبي، وإضراب سائقي شاحنات خدمة الطرود المتحدة في عام 1997، والأغذية المعدلة جينيًا، والرياضات.
ويعد هذا التأثير مثيرًا للاهتمام لعلماء النفس؛ حيث إنه يظهر وكأنه عكس للتأثيرات واسعة الانتشار الأخرى الخاصة بـ الانحياز التأكيدي: في هذا المجال، فيبدو أن الأشخاص يولون اهتمامًا أكثر بالمعلومات التي تتضارب مع بعضها البعض، بدلًا من دعم وجهات نظرهم القائمة بالفعل. ويعتبر ذلك أحد الأمثلة على الانحياز اللاتأكيدي.
وكان هذا التأثير سابقة يستشهد بها كثيرًا فالون وآخرون. وقد أجرى ألبرت هاستورف وهادلي كانتريل دراسة في عام 1954. حيث تم عرض شريط على الطلاب من جامعة برينستون وكلية دارتموث خاص بالصور المتعلقة بـ لعبة كرة القدم المثيرة للجدل بين فريقي برينستون ودارتموث. وردًا على سؤال تم توجيهه للطلاب عن حساب عدد المخالفات التي ارتكبها كلا الجانبين، فقد "رأى" الطلاب من الجامعتين أن الفريق الآخر ارتكب مخالفات أكثر بكثير من التي ارتكبوها، فضلًا عن إجراء تعميمات مختلفة حول اللعبة. ومن هذه الدراسة، خلص كل من هاستورف وكانتريل أنه لا يوجد مثل هذا "الشيء" كـ "لعبة" متواجدة "غريبة" ومستقلة بذاتها دون تدخل، ويقتصر فيه دور الأشخاص على مجرد "الملاحظة". ... وبالنسبة لهذا "الشيء"، فهو ببساطة لا يعني نفس الشيء بالنسبة لأناس مختلفين، سواء أكان هذا الشيء لعبة كرة قدم، أم مرشحًا رئاسيًا أم الشيوعية أم السبانخ."

## التفسيرات

### المعرفية
لقد تم اقتراح ثلاث آليات معرفية يمكن الاعتماد عليها في شرح مفهوم التأثير العدائي لوسائل الإعلام:
- يشير مفهوم الاستدعاء الانتقائي إلى الذاكرة وعملية استرجاعها. ففي حالات التأثير العدائي لوسائل الإعلام، يتجه المنحازون إلى تذكر الأجزاء التي ثبت عدم صحتها في رسالة ما عن تلك الأجزاء التي تدعم موقفهم، لتختلف بذلك عن مفهوم تأثير السلبيات. وقد لاحظ فالون وزملاؤه أن الاستدعاء الانتقائي مختلف على طول الخطوط المنحازة حتى بالنسبة للمعايير البسيطة والموضوعية كعدد المراجع الخاصة بموضوع معين.[1] ومع ذلك، وثّقت العديد من دراسات التأثير العدائي لوسائل الإعلام، حتى في الحالات التي يكون فيها الاستدعاء الانتقائي إيجابيًا بدلًا من كونه سلبيًا.[7][9][12]
- يشير مفهوم الإدراك الانتقائي إلى العملية التي من خلالها يتصور الأفراد ما يريدون تصوره في الرسائل الإعلامية مع تجاهل وجهات النظر المعارضة. ففي حالات التأثير العدائي لوسائل الإعلام، يميل المنحازون بشكل متزايد لتفسير جوانب رسالة ما على أنها سلبية - أو عدائية - على عكس التصنيفات التي يتبناها غير المتحزبين. وبعبارة أخرى، يمكن القول إن الإدراك الانتقائي يعد شكلًا من أشكال التحيز، حيث إننا نقوم بتفسير المعلومات بطريقة تتعارض مع قيمنا ومعتقداتنا القائمة.[1][7][12]
- يشير مفهوم تفسير المعايير المختلفة أو الاستدلال المدفوع إلى مدى صحة الحجج التي يتم الاستدلال بها. ويشير هذا إلى الانحياز التأكيدي الذي يتم نقله إلى المستوى التالي. إنه يقود الأشخاص إلى التأكيد على ما يعتقدونه بالفعل، مع تجاهل البيانات التي تتعارض مع معتقداتهم. بل إنه يدفع الأشخاص أيضًا إلى تطوير المسوغات المدروسة لتبرير المعتقدات القائمة، والتي أثبت المنطق والأدلة عدم صحتها. وفي نفس الوقت، يستجيب الاستدلال المدفوع للدليل المعارض بطريقة دفاعية، مكذبًا بذلك تلك الأدلة أو مصادرها التي لا تستند إلى مبرر منطقي أو استدلالي. ويبدو أن علماء الاجتماع افترضوا أن الاستدلال المدفوع تحركه الرغبة في تجنب التنافر الإدراكي. ويشير إلى أن السبب وراء كون المنحازين معرّضين بشكل كبير للغاية لرؤية رسائل غير متحيزة في ضوء عدائي يكمن في قوة الحجة المناسبة التي بنوها في أذهانهم بمرور الوقت. فبدلًا من النظر إلى الانحياز التأكيدي باعتباره قوة معارضة للتأثير العدائي لوسائل الإعلام، يَنظر إليه مفهوم تفسير المعايير المختلفة باعتباره قوة مساهمة. وكما أشار فالون وآخرون في دراسة إبداعية:

«إن المنحازين الذين اعتادوا على معالجة الحقائق والحجج باستمرار في ضوء تصوراتهم المسبقة وتحيزاتهم الخاصة […] يلتزمون بالاعتقاد أن مبدأ رجحان الأدلة الموثوقة ذا الصلة يدعم وجهة نظرهم. ووفقًا لذلك، وإلى الحد الذي يبدو فيه نموذجًا صغيرًا من الأدلة والحجج التي تظهر في أحد العروض الإعلامية غير ممثِل لهذا» الجمع«الكبير من المعلومات، فسيتهم الملاحظون بالتحيز في تناول هذا العرض، ومن المرجح أن نستدل على العدائية والتحيز الممارس من جانب أولئك المسؤولين عن طرح هذا العرض.» 
ومن المهم أن نلاحظ أن هذه المعايير تسمح باتخاذ إجراءات محددة خارج إطار التعميمات الشخصية المتعلقة بالتغطية الإعلامية ككل، مثل ما يمكن التعبير عنه بالآتي «أعتقد أن الأخبار منحازة بشكل عام ضد هذا الجانب من القضية». ويشير البحث إلى أن التأثير العدائي لوسائل الإعلام لا يمثل اختلافًا في الرأي فحسب، بل إنه يمثل كذلك اختلافًا في الإدراك (الإدراك الانتقائي).

### عوامل المصدر
قد يكون لخصائص مصدر الرسالة تأثير على التأثير العدائي لوسائل الإعلام. ويعد المصدر الذي ينظر إليه المنحاز على أنه متوائم (عادةً بسبب أيديولوجية مقبولة أو قرب جغرافي من المجموعة) أقل احتمالية لإثارة التأثير العدائي لوسائل الإعلام عن المصدر غير المرغوب فيه أو المنفصل جغرافيًا. وفي العديد من الدراسات، أشار ألبرت سي غونتر وزملاؤه إلى أن قدرة وسائل الإعلام في الوصول إلى جمهور عريض هو ما يتسبب في إثارة التأثير العدائي لوسائل الإعلام. وباستمرار، توصل العلماء من خلال هذه الدراسة إلى أن الرسالة التي تظهر على إحدى الصحف ينظر إليها المنحازون على أنها عدائية، في حين أن الرسالة المتطابقة لها التي تظهر في مقال لأحد الطلاب ينظر إليها على أنها غير منحازة، أو حتى ملائمة تجاه قضية حزبية.

### الحزبية
تتأثر كافة الآليات التفسيرية هذه بفكرة الحزبية. وقد كشفت أولى الدراسات التي أجريت في هذا المجال عن أن التأثير العدائي لوسائل الإعلام يتطلب جمهورًا من المنحازين «المتحزبين»، ذوي معتقدات أقوى مرتبطة بمظاهر التأثير الأقوى. وبهذا يؤدي تزايد التفاني في تبني جانب معين من قضية ما إلى تزايد مستويات معالجة المعلومات المنحازة، سواء أكان الأمر خارجًا عن نطاق حماية القيم الشخصية أو بدافع إحساس قوي بالانتماء الجماعي.

## التأثير العدائي النسبي لوسائل الإعلام
عكفت أولى الدراسات التي تناولت التأثير العدائي لوسائل الإعلام على قياس تصورات الرسائل الإعلامية المصممة لكي تكون غير منحازة. وحيث إن الوسائل الإخبارية المتنوعة أيديولوجيًا أصبحت أكثر شيوعًا، بدأت التجارب اللاحقة في استغلال الرسائل التي لم تحظ بالموضوعية الكاملة. كذلك، توصل الباحثون إلى أنه في حين اعترف المنحازون من كلا الجانبين في قضية ما بوجود شكل من أشكال الانحياز، أدركت المجموعة التي اعترضت على الرسالة إلى وجود درجة أكبر من الانحياز عن المجموعة التي دعمت الرسالة. ويشار إلى هذا التباين باسم التأثير العدائي النسبي لوسائل الإعلام، وقد ظهر هذا التأثير جليًا في التغطية الإعلامية الخاصة باستخدام الرئيسيات في عمليات الاختبارات المعملية، فضلًا عن التصورات التحزبية الظاهرة في برنامج ذا أورايلي فاكتور وبرنامج ذا ديلي شو مع جون ستيورات.